# OnlyFans
OnlyFans ist ein Onlinedienst zur kostenpflichtigen Bereitstellung von Webinhalten wie Fotos und Videos (Paid Content). Der Dienst wird in erster Linie von Inhaltsproduzenten genutzt, um erotische oder pornografische Inhalte zu produzieren und zu veröffentlichen, aber teilweise auch von anderen Produzenten wie z. B. Fitnessexperten oder Künstlern.

## Aufbau
Im Grundsatz ähnelt der Aufbau von OnlyFans sehr stark werbefinanzierten sozialen Netzwerken wie Instagram oder Facebook: Nutzer können nach ihrer Registrierung ein öffentliches Profil gestalten und Inhalte wie Fotos und Videos hochladen. Sie können die Inhalte anderer Nutzer abonnieren und über öffentliche Kommentare und private Nachrichten kommunizieren.
Der wesentliche Unterschied zu werbefinanzierten Social-Media-Portalen ist, dass die Profilinhaber die Möglichkeit haben, Geld von den Abonnenten (genannt „Fans“) zu verlangen, und von dieser Möglichkeit, sofern sie eigene Inhalte zur Verfügung stellen, in der Regel auch Gebrauch machen. Gwyn Easterbrook-Smith, Lehrbeauftragte an der neuseeländischen School of Humanities, Media, and Creative Communications, rechnet das Portal der Gig Economy zu. Ohne Abonnement sieht ein Fan nur die Profilinformationen des anbietenden Nutzers, ggf. auch dessen vergangene Posts, jedoch ohne Fotos und Videos. Abonnierende Nutzer müssen vor dem Zugang zu kostenpflichtigen Abonnements zunächst eine Zahlungskarte (Kredit- oder Debitkarte) angeben, über die man sich ein seiteninternes Guthaben („Wallet“) einrichten oder die man direkt zur Zahlung für einzelne Inhalte nutzen kann.
Inhalte anbietende Nutzer haben drei Möglichkeiten, Geld von den Fans zu erhalten:
- Sie können für den Zugang zu ihrem Profil Gebühren in frei wählbarer Höhe (mindestens 4,99 US-Dollar pro Monat) verlangen, wobei Rabatte für lange laufende Abonnements und während kurzfristiger Marketingaktionen gewährt werden können.
- Einzelne Inhalte können Abonnenten gegen eine gesonderte Gebühr angeboten werden (Pay-per-View).
- Weiterhin können Fans freiwillige „Trinkgelder“ an die Inhalteanbieter zahlen.

Nach Angaben der Netzseite behält OnlyFans 20 % der gezahlten Umsätze ein und zahlt 80 % an die Anbieter aus. Der Betreiber versucht, ein separates Speichern der Inhalte zu verhindern. Da das Darstellen von Bildern und Videos technisch gesehen ein Kopieren („Herunterladen“) auf das Endgerät des Nutzers voraussetzt, ist das Speichern dennoch möglich (z. B. mit Entwicklerwerkzeugen/Debuggern oder durch das Anfertigen von Bildschirmfotos).

## Nutzergewinnung und Verbreitung
Im Unterschied zu den meisten anderen Plattformen verfügt OnlyFans über keine interne Suchfunktion. Zuverlässige Möglichkeiten zum Finden bestimmter Accounts und Angebote existieren nicht. Damit steigt der Anreiz für Anbietende, ihre OnlyFans-Präsenz auf anderen Plattformen zu bewerben, was wiederum die Bekanntheit der Plattform selbst steigert. Für auf anderen Plattformen bereits reichweitenstarke Accounts ist der OnlyFans-Ansatz besonders attraktiv, da eine große Gefolgschaft potentiell für Abonnements gewonnen werden kann. In der Folge werben diese vermehrt für OnlyFans.
Aufgrund der Kontaktbeschränkungen während der Covid-Pandemie ab 2020 setzte ein massives Wachstum der Plattform ein, welches unter anderem durch vermehrte Nutzung durch Sexarbeitende und den einsetzenden Hype bedingt war und zu einer Versiebenfachung der Nutzerzahlen 2020 führte.
OnlyFans stellt sich dabei als Plattform dar, die allgemein ein bestmögliches Nutzererlebnis im Blick habe. Dabei werden erotische Inhalte nicht explizit beworben, stattdessen wird die Offenheit für die unterschiedlichsten Anbieter und Nutzer mit Statements dargestellt, die „die Existenz von erotischen Beiträgen maximal implizieren“.
Das Anwerben neuer OnlyFans-Performerinnen ist auch Geschäftsmodell von darauf spezialisierten Agenturen, die dafür auf Instagram und Tiktok potentielle Interessentinnen ansprechen. Versprochen werden dabei hohe Verdienstmöglichkeiten, die explizit pornografischen Aspekte der Arbeit werden dabei teils heruntergespielt. Seitens OnlyFans wird angegeben, nicht mit entsprechenden Agenturen zusammenzuarbeiten. Angeboten wird jedoch ein Affiliate-Programm, mit dem 5 % der von geworbenen Performern generierten Einkünfte an die Anwerbenden ausgeschüttet werden, weiter werden in der Regel ein Großteil der generierten Einnahmen anschließend von der Agentur einbehalten. Die Darstellerin Bonny Lang, die als deutsches Top-Model bei OnlyFans gilt, gab an, von 50.000 Euro Monatsverdienst die Hälfte an ihr „Management“ abzugeben und weiter zwei Mitarbeitende zu bezahlen.

## Nutzungsmöglichkeiten
Grundsätzlich können alle Arten legaler Inhalte über OnlyFans angeboten werden. Ein Großteil der Inhalte bereitstellender Nutzer bietet erotische oder pornografische Inhalte an, es gibt jedoch auch Anbieter aus den Bereichen Musik, Kunst, Crowdfunding und Spendenaufrufe.
Der große Anteil pornographischer Inhalte kann dadurch erklärt werden, dass OnlyFans im Unterschied zu ähnlichen Bezahlplattformen pornographische Inhalte nicht verbietet, sondern ausdrücklich zulässt und es den Darstellern erlaubt, Einnahmen ohne zwischengeschaltete Exklusivrechte-Vermarkter (z. B. Filmstudios) zu erzielen. Einschränkend wirkt, dass viele Inhalte aus OnlyFans nach kurzer Zeit auf frei zugänglichen Porno-Portalen geleakt werden, wobei das in jedem Video automatisch erzeugte Wasserzeichen, die Netzadresse des OnlyFans-Nutzerprofils, neue Nutzer anziehen kann. Viele auf werbefinanzierten Plattformen erfolgreiche Influencer, z. B. aus dem Fitness- oder Model-Bereich, nutzen OnlyFans als weiteren Kanal, um von besonders interessierten Followern zusätzliche Einnahmen zu generieren. Dem einzelnen „Fan“ wird dabei exklusiverer Kontakt mit dem Ersteller angeboten.
OnlyFans hat in seinen Nutzungsbedingungen (Acceptable Use Policy) die zulässigen Inhalte eingeschränkt. Beispielsweise darf keine sexuelle Gewalt dargestellt werden, keine „harten“ BDSM-Praktiken oder bestimmte Kinks (wie Urophilie, Koprophilie) gezeigt werden. Auch muss der Inhaltsersteller bei erotischen Inhalten, die (auch) andere Personen als ihn selbst zeigen, das Einverständnis jener Personen haben und ggf. belegen können. Die Einschränkungen wurden nicht zuletzt zur Erfüllung der Nutzungsbedingungen großer Zahlungsdiensteanbieter wie Mastercard eingeführt bzw. verschärft. So hatte die Betreiberfirma am 20. August 2021 zunächst erklärt, ab Oktober 2021 keine explizit pornografischen Inhalte mehr zuzulassen, gab OnlyFans einige Tage später bekannt, dass Pornografie weiterhin erlaubt bleibe.

## Fenix International Limited
Über die in London ansässige Betreiberfirma des Portals, Fenix International Limited, ist wenig bekannt. Auf Anfrage des Nachrichtenmagazins Der Spiegel gab das Unternehmen im März 2020 an, weltweit 24 Millionen Nutzer zu haben, von denen etwa 500.000 kostenpflichtige Inhalte anbieten, davon wiederum 4.000 aus Deutschland. Der durchschnittliche Abonnementpreis lag bei 14 US-Dollar pro Monat. 2018 erwarb der ukrainisch-amerikanische Geschäftsmann Leonid Radvinsky, unter anderem Besitzer der Webcam-Model-Plattform MyFreeCams, 100 % der Firmenanteile an Fenix.

## Wiener Museen
WienTourismus initiierte eine ab Oktober 2021 laufende PR- und Protestaktion, nachdem künstlerische Darstellungen von Akten von Plattformen wie Facebook oder YouTube wiederholt als Pornografie zensiert worden sind. Vier Museen, das Kunsthistorische, die Albertina, das Naturhistorische und das Leopold Museum eröffneten einen gemeinsamen Account bei OnlyFans und posten die Akte dort. Nutzer, die den Account (gegen Bezahlung) abonnieren, erhalten eine Eintrittskarte oder eine ViennaCard.

## Wettbewerb
OnlyFans hat eine Reihe von Konkurrenten und Nachahmern im Internet. Nahezu nach demselben Geschäftsprinzip arbeiten die Anbieter 4based, Fancentro, Fansly, Fanvue und Just-for-fans. Sie unterscheiden sich von OnlyFans vorwiegend in der technischen und grafischen Gestaltung, nicht aber in der Ausrichtung auf primär pornografische Inhalte. Andere Anbieter wie Patreon enthalten ebenfalls, aber nur zu einem kleineren Anteil, erotische Inhalte. Seit 2023 bietet auch Instagram seinen Nutzern die Möglichkeit, anderen Nutzern Inhalte auf Basis eines kostenpflichtigen Abonnements anzubieten.

## Kritik
Vielfach wird OnlyFans kritisiert, die Sexualisierung und Objektifizierung von Frauen und Mädchen zu fördern, da dort eine wachsende Zahl an Frauen intime Bereiche ihrer Körper präsentieren und pornografische Inhalte anbieten.
Nach Recherchen von STRG_F des NDR/funk und des Y-Kollektivs der ARD gibt es zudem Netzwerke von Männern wie „ChampLife“, die im Sinne der sogenannten „Loverboy-Methode“ Frauen bei OnlyFans durch emotionale Abhängigkeit unter Druck setzen, immer freizügigere Bilder bei OnlyFans hochzuladen und davon finanziell profitieren.
Marlen Hobrack berichtet im Magazin Emma, das Medianeinkommen der sich online prostituierenden Frauen läge bei „gerade einmal 180 Dollar im Monat, vor Steuern, also circa 140 Dollar netto“, somit verdiene „die Hälfte der […] Nutzerinnen weniger als 140 Dollar damit, ihren Körper […] darzubieten.“
Der Entgrenzung von Erwerbstätigkeit und Privatleben durch OnlyFans wird die Entstehung einer neuen Qualität emotionaler Arbeitsbelastung bei den Performerinnen zugeschrieben. So wird von ihnen erwartet, eine vermeintliche Bindung zu ihren Kunden aufzubauen und dabei Einblicke in private Räume und (sexuelle) Alltagshandlungen zu geben. Diese längeren, intensiveren und personalisierteren Interaktionen erschweren die Abgrenzung der Models von den Kunden, für die sie prinzipiell permanent erreichbar sein können. Erhebliche Stressbelastungen werden in der Folge vermutet.
2022 berichtete die New York Times, dass Nutzer nicht mit den tatsächlichen Models kommunizieren, sondern mit bezahlten „Chattern“. Diese würden weltweit rekrutiert und bestreiten den Großteil der Kommunikation im Namen der Models. Während ihre Verdienstmöglichkeiten 2023 noch als gut beschrieben wurden, wurde im Folgejahr über meist geringe Dollarbeträge pro Stunde berichtet. Darüber hinaus sei es in der Branche ein „offenes Geheimnis“, dass der OnlyFans-Chat ein Betrugsgeschäft sei. Nachdem in der Regel der persönliche Chatkontakt gegen zusätzliche Bezahlung angeboten wird, wurde im März 2025 in den USA eine Sammelklage gegen Fenix Ltd. angestrengt.